# 蔣佳胤
蔣佳胤，廣西等處承宣布政使司灌陽縣人。明朝解元、政治人物。

## 生平
明神宗萬曆四十六年（1618年），中式戊午科廣西鄉試第一名舉人（解元），天啟二年（1622年）會試中副榜。